# Michael Madl
Michael Madl (Judenburg, 21 marzo 1988) è un allenatore di calcio ed ex calciatore austriaco, di ruolo difensore.

## Carriera

### Club
Debutta nella Bundesliga austriaca il 1º aprile 2007 nella vittoria esterna per 0-1 contro il Rheindorf Altach.

### Nazionale
Ha partecipato ai Mondiali Under-20 del 2007.

## Palmarès

### Club

#### Competizioni nazionali
- Coppa d'Austria: 2

Austria Vienna: 2006-2007, 2008-2009